# Miyagawa Shunsui
Pour l’article homonyme, voir Miyagawa.
Miyagawa Shunsui est un nom japonais traditionnel ; le nom de famille (ou le nom d'école), Miyagawa, précède donc le prénom (ou le nom d'artiste).
Miyagawa Shunsui (宮川 春水) (fl. c. 1740-1760) est un peintre et imprimeur japonais de style ukiyo-e. Il est parfois connu sous le nom « Katsukawa Shunsui », ayant enseigné à Katsukawa Shunshō et créé l'école Katsukawa. Shunsui est le fils et élève de Miyagawa Chōshun. Son premier nom est Tōshirō et il choisit « Shunsui » comme nom d'artiste (gō).

## Source
- Louis Frederic, Japan Encyclopedia, Cambridge, Massachusetts, Harvard University Press, 2002.